# Cimarron (film)
 For alternative betydninger, se Cimarron. (Se også artikler, som begynder med Cimarron)
Cimarron er en amerikansk westernfilm fra 1931 instrueret af Wesley Ruggles og baseret på Edna Ferbers roman af samme navn. Filmen var den første western, der vandt en Oscar for bedste film og den første, der vandt mere end 2 oscarstatuetter.
Den store land rush-scene blev optaget ved Jasmin Quinn Ranch nær Bakersfield, Californien. 5.000 statister, 47 kameraer og et kamerahold på i alt 62 mennesker deltog i optagelsen af scenen, et af de største crew, der nogensinde er samlet for at optage en enkelt scene.

## Handling
Redaktør og sagfører Yancey Cravat er blandt de første nybyggere i byen Osage i Oklahoma. Han er en nobelt tænkende eventyrer, som grundlægger byens første avis og lægger det første grundlag for lov og ret i byen. Men han kan ikke leve mere end 5 år på et sted og da nye territorier åbnes rejser han, mens hans hustru Sabra bliver tilbage med avisen som hun fortsætter. Han er væk i 5 år og kommer så tilbage, men forsvinder igen. I tiden efter bliver Sabra valgt til medlem af kongressen og på en inspektion af Oklahomas oliekilder sker en ulykke. En gammel mand forhindrer ved sit heltemod, at ulykken får større omfang, men såres selv dødeligt. Det viser sig at være Yancey Cravat. Han dør til sidst i sin hustrus arme.

## Priser og nomineringer
Oscar:
- Bedste film (1931, vinder)
- Bedste scenografi (Max Rée, vinder)
- Bedste filmatisering (Howard Estabrook, vinder)
- Bedste mandlige hovedrolle (Richard Dix, nomineret)
- Bedste kvindelige hovedrolle (Irene Dunne, nomineret)
- Bedste fotografering (Edward Cronjager, nomineret)
- Bedste instruktør (Wesley Ruggles, nomineret)

Photoplay Awards:
- Medal of honour (1931, vinder)